# Geert Hofstede
Geert Hofstede (2. října 1928, Haarlem, Nizozemsko – 12. února 2020, Velp) byl nizozemský sociolog a psycholog zkoumající rozdíly a interakce mezi různými národními a organizačními kulturami.

## Život
Vystudoval technickou univerzitu v Delftu, v roce 1967 pak získal doktorát ze sociální psychologie na univerzitě v Groningenu.
V roce 1955 se oženil s Maaike van den Hoek, se kterou měl čtyři syny.. V polovině 60. let nastoupil do IBM, kde se věnoval výzkumu postojů a hodnot zaměstnanců. Na základě dat získaných v pobočkách IBM po celém světě identifikoval Hofstede kulturní dimenze. Své výsledky publikoval v roce 1980 v knize Culture's Consequences, která ho proslavila po celém světě.
Během 80. a 90. let Hofstede přednášel na nizozemských i zahraničních univerzitách.

## Kulturní dimenze
Hofstede identifikoval šest univerzálních kulturních dimenzí, kterými lze charakterizovat národní, regionální, komunitní, organizační a taky třídní kultury.
Čtyři z nich – vzdálenost moci (power distance), individualismus (individualism), maskulinita (masculinity) a vyhýbání se nejistotě (uncertainty avoidance) – byly objeveny na základě šetření zaměstnanců IBM. Pátá – dlouhodobá orientace (long-term orientation) – byla získána z čínského výzkumu hodnot. Šestá - poddání vs. sebekontrola (indulgence vs. restraint) - byla přidána v roce 2010.
Všechny dimenze jsou bipolární, jsou měřeny indexy, které mohou nabývat hodnot v rozmezí 0 až 100.

### Vztah k autoritě – vzdálenost moci (Power distance, PDI)
Dimenze vztahu k autoritě měří míru nerovnosti, která je v dané společnosti očekávána, akceptována a upřednostňována.
Ve společnostech, které preferují velkou vzdálenost moci, jsou nerovnosti považovány za přirozené a užitečné, jsou očekávány a požadovány. Je zde velká diferenciace příjmů, očekává se hromadění privilegií a okázalá prezentace vysokého postavení. Hranice mezi sociálními vrstvami jsou pevné, respektované a málo prostupné, sociální mobilita je tedy velmi slabá. Organizace jsou striktně hierarchicky uspořádány a autority jsou ctěny. Děti jsou vychovávány k úctě ke starším, k rodičům a k učitelům. Hofstede upozorňuje i na silnou potřebu závislosti.
Naopak ve společnostech, které preferují malou vzdálenost moci, je kladen důraz na rovnost a rovné příležitost pro všechny. Velmi často zde dochází k přerozdělování bohatství za účelem snížení nerovnosti. Ta je totiž chápána jako nespravedlivá a nežádoucí. V těchto společnostech většinou není příliš důležitý formální status, lidé si nepotrpí na tituly a jiné projevy své pozice. Potřeba závislosti je nízká, naopak je zde silný sklon k decentralizaci. Každé hromadění moci je považováno za škodlivé. Organizace mívají volnější struktury a není zde neobvyklé otevřeně odporovat svému nadřízenému. Děti jsou vychovávány spíše než k úctě, k nezávislosti a schopnosti postarat se o sebe co nejdříve. Ve společnostech s malou vzdáleností moci jsou početné střední třídy, zatímco ve společnostech s velkou vzdáleností moci můžeme pozorovat velké třídní rozdíly. Hofstede upozorňuje také na souvislost vztahu k autoritě a politického uspořádání. Politické strany jsou mnohem více polarizovány ve společnostech s velkou vzdáleností moci, oproti silným stranám středu v kulturách s nízkou vzdáleností moci.

### Vztah k nejistotě – vyhýbání se nejistotě (Uncertainty avoidance, UAI)
Dimenze, kterou Hofstede nazval uncertainty avoidence – tedy vyhýbání se nejistotě, se zaměřuje na zacházení společností s neurčitostí, reakce na nejistotu a nebezpečí a interpretaci budoucnosti. Index vyhýbání se nejistotě vyjadřuje míru, v jaké jsou jednotlivé kultury ochotny tolerovat nejistotu a jakou mají potřebu předcházet a zabraňovat situacím, které nejistotu vyvolávají.
Společnosti s vysokou hodnotou tohoto indexu mají jen nízkou ochotu operovat s nejistotou. Takové společnosti mají potřebu vytvářet velké množství poměrně striktních pravidel, existuje zde množství zákonů, kontrolních mechanismů a tabu, a to jak formálních, tak neformálních. Lidé upřednostňují stabilní sociální vztahy a pevné normy, neboť stálost struktury výrazně redukuje nejistotu. Společnost je tedy spíše konzervativní, s nedůvěrou vůči inovacím. Jsou zde častější projevy xenofobie a extremismu. Občané nemají pravomoci vůči autoritám a mají k nim nedůvěru. Je zde sklon k velkým teoriím ve vědě a filosofii. Společnosti s vysokou potřebou vyhýbání se nejistotě jsou úzkostnější, je v nich tedy více stresu. Ale je zde akceptovatelné veřejně ukazovat své emoce.
Společnosti s opačným vztahem k nejistotě, s nízkými hodnotami indexu, jsou mnohem více soutěživé. Konflikt je zde přijímán jako běžná součást života a je všeobecně akceptován. Lidé jsou tolerantnější k odlišnostem, snadněji přijímají změny a jsou ochotni více riskovat. Emoce se skrývají. V těchto společnostech je méně stresu, neboť nejistota a nejasnost je brána jako běžná součást života, která nestresuje. Pravidla a zákony mají spíše obecný charakter a nesnaží se postihnout každou jednotlivou situaci, která může nastat.

### Individualismus – kolektivismus (Individualism, IND)
Dimenze individualismu či kolektivismu zachycuje, v jaké míře lidé v dané kultuře jednají jako nezávislí jednotlivci či jako členové sociálních skupin.
V kolektivistických kulturách převládá silný pocit příslušnosti ke skupině. Lidé se zde rodí do skupin, jejich postoje a názory jsou přímo řízeny skupinovou příslušností a lidé jsou silně loajální s těmito skupinami. Nejenže lidé jednají tak, aby nepoškodili svoji skupinu, ale přebírají odpovědnost i za ostatní členy své skupiny. Důležitá je harmonie a konsenzus. V těchto společnostech má silnou roli rodina, s pevnými vazbami mezi příbuznými.
V individualistických kulturách hrají významnější roli hodnoty osobní svobody a nezávislého rozhodování. Lidé zde inklinují spíše k vytváření většího množství poměrně slabých vazeb. Vztahy jsou flexibilnější a méně závazné. Splnění úkolu a efektivita má přednost před vztahy.

### Maskulinita – feminita (Masculinity, MAS)
Dimenze maskulinity a feminity se zaměřuje na obecné hodnoty ve společnosti, diferencuje na základě přístupu k obecným cílům a smyslu života. Tzv. maskulinní kultury se orientují na výkon a úspěch, hrdinství či pokrok. Naopak feminní kultury se zaměřují mezilidské vztahy, péči o sebe, jiné lidi i prostředí, kvalitu života.
Maskulinní kultury jsou dle Hofstedeho materialističtější. Chování lidí je agresivnější a přímočařejší. Konflikty jsou zde častěji řešeny bojem. Výchova dívek a chlapců se liší, dívky mají být jemné a citlivé, zatímco chlapci průbojní a ambiciózní. Femininní kultury se více zaměřují na vztahy, jsou jemnější a citlivější. Konflikty jsou častěji řešeny kompromisem a vyjednáváním. Dívky i chlapci jsou vychováváni stejně - mohou plakat, ale nemají se prát.

### Dlouhodobá orientace – krátkodobost (Long term orientation, LTO)
Dimenze dlouhodobé orientace značí vyrovnanost společnosti s vlastní minulosti, poučení se z chyb a historie a reakce na současné výzvy a rozvoj. Kultury s nízkým skóre ctí tradice a na inovace se dívají s respektem. Kultury s vysokou hodnotou přijímají sociální a jiné změny jako výzvu, například jsou nakloněny k novinkách a technologiím ve výuce. Česká republika se v této dimenze pohybuje okolo hodnoty 70, což značí pragmatickou kulturu. Češi věří ve více úhlů pohledu, jejich rozhodnutí záleží na situaci, kontextu rozhodnutí a době, kdy je činěno.

## Nejvýznamnější publikace
- Hofstede, Geert: Culture's Consequences, Comparing Values, Behaviors, Institutions, and Organizations Across Nations; Newbury Park, CA: Sage Publications; Second Edition; 2003 (přepracovaná a rozšířená původní studie z roku 1980)
- Hofstede, Geert & Gert Jan Hofstede: Cultures and Organizations: Software of the Mind: Intercultural Cooperation and Its Importance for Survival. New York, McGraw-Hill 2004
- Hofstede, Geert, Hofstede, Gert Jan & Pedersen, Paul B.: Exploring Culture. Exercises, stories and sythetic cultures. Yarmouth, Maine: Intercultural Press 2002
- Hofstede, Geert: Uncommon Sense about Organizations: Cases, Studies and Field Observations. Thousand Oaks CA: Sage Publications, 1994
- Hofstede, Geert: Masculinity and Femininity: The Taboo Dimension of National Cultures. Thousand Oaks CA: Sage Publications, 1998.
- Hofstede, Geert: Cultures and Organizations: Software of the Mind. McGraw—Hill UK, London 1991. (česky: Kultury a organizace. Software lidské mysli. Praha: Univerzita Karlova, Filozofická fakulta, 1999. ISBN 80-85899-72-8)
- Hofstede, Geert: Culture's consequences: International differences in work-related values. Newbury Park, CA: Sage. 1980.